# Tachyphonus delatrii
La tangara de Delattre también denominada frutero de copete anaranjado, tangara coronidorada (en Nicaragua y Costa Rica) o tangara crestinaranja (en Panamá, Ecuador y Colombia), es una especie de ave paseriforme de la familia Thraupidae perteneciente al género Tachyphonus. Es nativa de América Central y del noroeste de América del Sur.

## Distribución y hábitat
Se distribuye por la pendiente caribeña desde el este de Honduras, por Nicaragua, Costa Rica y  Panamá, norte y oeste de Colombia (inclusive en la isla Gorgona), a occidente de los Andes, hasta el centro oeste de Ecuador (oeste de Pichincha).
Esta especie es considerad localmente común en sus hábitats naturales: el estrato inferior y los bordes arbustivos de selvas húmedas y bosques,principalmente por debajo de los 800 m de altitud.

## Sistemática

### Descripción original
La especie T. delatrii fue descrita por primera vez por el naturalista francés Frédéric de Lafresnaye en 1847 bajo el mismo nombre científico; su localidad tipo es: «Buenaventura, suroeste de Colombia.»

### Etimología
El nombre genérico masculino «Tachyphonus» deriva de la palabra griega «takhuphōnos, que significa  «que habla rápido, parlachín»; y el nombre de la especie «delatrii», conmemora al naturalista y colector francés Adolphe de Lattre (fl. 1847).

### Taxonomía
En los años 2010, publicaciones de filogenias completas de grandes conjuntos de especies de la familia Thraupidae basadas en muestreos genéticos, permitieron comprobar lo que ya era sugerido por otros autores anteriormente: que el género Tachyphonus era polifilético, con las especies T. surinamus y T. delatrii distantes del resto y formando un clado con los géneros Lanio, Rhodospingus y Coryphospingus, pero con sus relaciones filogenéticas no muy bien definidas. Burns et al. (2016) propusieron separar T. surinamus en un nuevo género monotípico Maschalethraupis y  separar T. delatrii en un nuevo género monotípico Chrysocorypha.
Los nuevos géneros no fueron reconocidos en la Propuesta N° 730.06 al Comité de Clasificación de Sudamérica (SACC) por considerar que la topología del grupo está pobremente resuelta, a pesar de estar comprobado que T. surinamus y T delatrii no son especies hermanas entre sí y tampoco con el resto de los Tachyphonus verdaderos, por lo que su permanencia en el este género es claramente transitoria.
Es monotípica. Las relaciones de esta especie son complejas, pero de acuerdo a Burns et al. (2014), está hermanada con Rhodospingus cruentus y el par formado por ambas con el género Lanio por un lado y con la propia especie Tachyphonus surinamus por el otro, todos en una subfamilia Tachyphoninae.
Las clasificaciones Birdlife International (BLI) y Aves del Mundo (HBW) reconocen su colocación en el género propio Chrysocorypha.